# Gérard Lespinasse
Pour les articles homonymes, voir Lespinasse.
Gérard Lespinasse est un ancien joueur français de basket-ball.

## Biographie
Après avoir obtenu une médaille d'argent lors du championnat d'Europe des nations juniors de 1964, en étant devancé par l'Union soviétique, Gérard Lespinasse débute en équipe de France seniors en avril 1965 à Paris face à la Pologne. Il évolue à 71 reprises sous le maillot bleu, marquant un total de 396 points, dont un record de 20 points. Il joue deux championnats d'Europe, en Finlande en 1967 et en Allemagne de l'Ouest en 1971, la France terminant respectivement onzième et dixième.
Il joue la dernière fois en sélection en 1971 face à la RFA.

## Carrière
- 1967-1968 :  AS Denain Voltaire (Nationale 1)
- 1968-1969 :  SA Lyon (Nationale 1)
- 1969-1976 :  ASVEL Villeurbanne (Nationale 1)

## Palmarès
- Demi-finale de la Coupe Korać en 1974 avec l'ASVEL
- Champion de France en 1971, 1972, 1975 avec l'ASVEL
- Finaliste du championnat de France en 1976 avec l'ASVEL